# Prhko tijesto
Prhko tijesto je tijesto s velikim postotkom masnoće, od kojeg se najčešće rade pite s raznim nadjevima i razna čajna peciva.

## Priprema
Temeljni recept za prhko tijesto je jedan dio šećera, dva dijela masnoće i tri dijela brašna. Obično se tijestu ne dodaju jaja, ali ima recepata u koja se dodaje tekućina (najčešće mlijeko) ili jaja i prašak za pecivo pa se tada tijestom lakše rukuje.
Kod pripreme tijesta treba raditi brzo da se masnoća miješenjem ne rastopi previše, tijesto se oblikuje u kuglu, zamota npr. aluminijskom folijom i stavi sat ili dva u hladnjak. 
Prhko tijesto se nakon hlađenja ponovno brzo premijesi, oblikuje ili razvalja valjkom, ovisno o kojem se kolaču radi. Tijesto se peče u prethodno zagrijanoj pećnici, a svježe ispečeno tijesto vrlo lako puca i treba oprezno njime rukovati. Nipošto se ne smije ostavljati u limu do hlađenja, jer se u tom slučaju masnoća u njemu čvrsto zalijepi za podlogu.